# NGC 5569
NGC 5569 (другие обозначения — UGC 9176, MCG 1-37-3, ZWG 47.13, ARP 286, PGC 51241) — спиральная галактика с перемычкой (SBc) в созвездии Дева.
Этот объект входит в число перечисленных в оригинальной редакции «Нового общего каталога».
На фотографии представлены:
- сверху NGC 5560
- по центру NGC 5566
- снизу NGC 5569